# Grb Italije
Grb Italije u službenoj je uporabi od 5. svibnja 1948. Striktno govoreći, prije je amblem nego grb, jer ne poštuje pravila heraldike.
Nastao je nakon pada Kraljevine, u kojoj je grb imao monarhističke elemente.

## Značenje
Grb čine petokraka zvijezda - bijela s tankom crvenom ivicom, koja se nalazi preko zupčanika, između maslinove grančice na lijevoj i hrastove na desnoj strani. Na donjoj strani okružuje ih crvena traka s natpisom Talijanska Republika.
- Zvijezda je drevni simbol personifikacije Italije, te je bila simbol Kraljevine još od 1890. godine.
- Čelični zupčanik odnosi se na prvi članak talijanskog ustava, koji kaže da je Italija demokratska republika zasnovana na radu.
- Maslinova grančica predstavlja želju za vanjskim i unutarnjim mirom.
- Hrastova grančica predstavlja snagu i dostojanstvo Talijana.